# Rassemblement national lorrain
Pour les articles homonymes, voir Rassemblement national (page d'homonymie).
Le Rassemblement national lorrain (RNL) est un groupement politique autonome régional lorrain rassemblant les opposants au Front populaire de juin 1936 à 1939. 
Il est l'œuvre des militants « nationaux » de Nancy et de sa région. Il ne cherche pas à rassembler en son sein tous les groupements nationaux constitués. Il n'est pas un parti politique car il ne présente pas de candidats aux élections, et il n'est pas une confédération régionale des différentes formations politiques opposées au communisme et au Front populaire. Il est avant tout un organisme de propagande, comparable en partie au Centre de propagande des républicains nationaux d'Henri de Kérillis. Il cherche cependant à recruter des adhérents.

## Formation
Dans le contexte de panique sociale de l'été 1936 (grèves et rumeurs d'un coup de force communiste), alors que le Front populaire est au pouvoir, le RNL a été annoncé à la fin du mois de juin 1936 par deux « appels aux patriotes lorrains » : 

« Appel aux patriotes lorrains. Nous traversons des heures graves. Le Front populaire foule aux pieds des libertés chèrement acquises. Nous vivons dans l'illégalité, sous le règne de l'arbitraire et du bon plaisir. Demain, si nous n'y prenons pas garde, les chefs du Front populaire exerceront sur la France la plus odieuse des dictatures. Ils nous mèneront à la guerre civile et à la guerre étrangère. Aux Français, aux nationaux, qui, trop longtemps divisés n'ont pas encore désespéré des destinées de la patrie, nous adressons un solennel appel. Oublions nos dissentiments d'hier qui seuls ont permis à nos adversaires le succès. (...) (Les Français) doivent être pour ou contre le Front populaire. (...) Ils doivent être pour ou contre la France. L'heure est à l'action. Elle est au rassemblement national. (...) Groupez-vous ! Unissez-vous ! Il y va du salut de la France. »

 Appels signés par des notables nancéiens, parfois membres des Ligues et/ou de la Fédération républicaine de Louis Marin. Ces notables appartiennent au monde militaire (le commandant Chabeaux, ancien Croix de Feu, le général Henri Colin, ancien commandant de l'École spéciale militaire de Saint-Cyr, proche des Croix-de-feu depuis 1931, le colonel Javelier), au monde universitaire (François Gény, doyen honoraire de la Faculté de droit de Nancy, membre du comité diocésain de l'Action catholique en 1932 en tant que président de la maison des apprentis, les professeurs de médecine Maurice Perrin et Gaston Michel), au monde judiciaire (Julien Reiter, premier président honoraire de la Cour d'appel de Nancy, Edmond Bonfils-Lapouzade, premier président honoraire, catholique membre des Fraternités, Lamarque d'Arrouzat, conseiller honoraire à la Cour d'appel, catholique membre des Fraternités à Nancy, proche des Jeunesses patriotes, Pierre Gutton, avocat nancéien depuis 1900, ancien bâtonnier (1927), François Xardel, avocat, Thiébaut, avoué à la Cour, Emile Nicolas, greffier à la Cour d'appel et publiciste) ou à d'autres catégories de la bourgeoisie (le sculpteur Aristide Colotte, Joseph Hornecker, président honoraire de la société des architectes de l'Est de la France, Charles Marchal, membre de la Chambre d'agriculture). 
Le RNL est fondé à Nancy le 4 juillet 1936, lors d'une réunion qui attire plusieurs milliers d'auditeurs venus écouter les discours des avocats Pierre Gutton et François Xardel, du docteur Chabeaux et des députés François Valentin et Louis Marin. Plusieurs autres signataires y assistent (Perrin, Michel, Colotte, Marchal, Hornecker). 
Le RNL est donc une réaction à la victoire du Front populaire et à la désunion des partis de droite et à l’échec des ligues d'extrême droite, d'ailleurs dissoutes par le gouvernement de Léon Blum en juin, à un moment où le thème du rassemblement des nationaux est dans l'air : fondation à Paris du Rassemblement national pour la réorganisation de la France (autour de Lucien Souchon, René Gillouin et Gaston Le Provost de Launay notamment), naissance en juin des Comités de rassemblement antisoviétiques, de Roger Vauquelin et Robert Jurquet de la Salle (liés à l'UCAD du général Duseigneur), meeting des nationaux le 21 juin à Marseille, où est fondé un éphémère Comité de Rassemblement national et social le 5 juillet 1936, constitution en juillet d'un « Rassemblement national » dans la Meuse autour du chanoine Lucien Polimann, appel des dirigeants nationaux de l'Union nationale des combattants à un rassemblement national anticommuniste, appel des leaders des ligues dissoutes au rassemblement (ainsi Pierre Taittinger des Jeunesses patriotes), etc.

## Dirigeants et animateurs
Ses animateurs sont notamment : 
- le commandant Chabeaux, qui préside le comité directeur.

Médecin commandant de réserve, président de l'association des officiers de réserve de la région de Nancy, président de l'Union des sociétés militaires et d'anciens combattants jusqu'à sa démission en 1937, président de l'amicale régimentaire le Clocheton, membre des Croix de feu jusqu'en 1935-36, membre du bureau de la section nancéienne de cette association en 1932. 
- le futur député de Nancy Pierre André, délégué à la propagande,
- l'avocat François Xardel, secrétaire général.

Ancien membre des Jeunesses patriotes, membre du comité consultatif de la fédération PSF de Meurthe-et-Moselle en 1936.
- l'avocat Adrien Sadoul, directeur du service des conférences et responsable des cours d'orateurs.

Membre du Faisceau en 1926, président du groupement de l'Union des républicains du canton de Raon-l'Etape depuis 1932, conseiller municipal de cette localité vosgienne de 1935 à 1937, membre des Jeunesses patriotes et des Croix-de-feu, militant du Front national à Nancy et en Meurthe-et-Moselle.
- Émile Meyer, directeur depuis 1934 du quotidien nancéien contrôlé par Louis Marin L'Éclair de l'Est, animateur de la Fédération républicaine en Lorraine depuis 1927 et proche sinon membre des Jeunesses patriotes et des autres ligues avant 1936[12].

Figurent encore, notamment, au comité directeur le professeur de médecine Maurice Perrin - oncle du député de Nancy François Valentin, ancien conseiller municipal URD de Nancy, proche des Jeunesses patriotes -, le futur sénateur Joseph de Pommery, ancien secrétaire général des Jeunesses patriotes de Lorraine de 1927 à leur dissolution, membre du Parti républicain national et social (PRNS), qui a succédé aux JP -, le docteur Helluy, ancien président des étudiants d'Action française, et l'avoué Maurice Ehlinger, président de la fédération de Meurthe-et-Moselle de la Fédération républicaine.
Les rejoignent par la suite deux transfuges du Parti social français, Émile Jaillon, ancien du Faisceau, des Croix de Feu et de la Solidarité française dont il a été le délégué régional en 1934, et surtout l'industriel Raoul Nanty, qui a été délégué régional des Croix-de-feu jusqu'en 1936, lassé des « fautes psychologiques et politiques » du colonel de La Rocque. Participent également au comité deux autres chefs locaux de partis d'extrême droite : Jean Michaut, militant des Jeunesses patriotes, du Parti national populaire puis du PNRS qui lui succède, gendre du directeur des cristalleries de Baccarat, petit-fils d'Adrien Michaut, conseiller général et maire de Baccarat et petit-neveu du sénateur (1920-1933) Henri Michaut, et Bertrand de Maud'huy, ancien des Volontaires nationaux et délégué régional du PPF jusqu'en 1939. Charles Berlet, leader régional des royalistes d'Action française, est associé au comité. 
On compte donc beaucoup d'anciens ligueurs parmi l'état-major du RNL, mais aussi parmi les militants, les animateurs de réunions et les délégués locaux. Tels Guy Adt, délégué de Jeandelaincourt, ancien secrétaire de la sous-section Croix de feu de cette commune; section devenue autonome en 1936, Couraleau, délégué de Lunéville, ancien Croix de feu, Pinat, délégué d'Auboué, ancien responsable local de l'Action française, Jean Biet, militant actif, ancien de l'AF également, Salvado, délégué de Vittel, ancien JP, Roger-Yves Millet, ancien responsable de la Phalange de Lorraine des JP, René Martin, délégué de Briey, ancien chef de la section de la Solidarité française de cette localité de 1934 à 1936. Dans la plaine des Vosges, le RNL est dirigé par l'avoué Gilbert Getten. En sont membres Daniel Delboy, ancien président de la section de la Solidarité française de Mirecourt, Édouard Pernod du Breuil, ancien président de la section  de l'Action française de Mirecourt, Pierre Gillet, ancien JP, rédacteur au périodique La Plaine des Vosges. Sont ainsi militants du RNL d'anciens responsables des JP comme Jean L'Hotte, l'ancien délégué régional de 1927 à 1936, François Godinot, assureur-conseil à Nancy, ancien commandant adjoint de la Phalange de Lorraine des JP, membre du PNRS et délégué adjoint à la propagande du RNL, ou Charles Liebenguth, ancien responsable départemental des JP vosgiens, membre du PNRS, délégué de Remiremont du RNL.
De même, ses adhérents sont souvent des membres voire des cadres de partis politiques de droite, la Fédération républicaine, le Parti républicain national et social, avatar des Jeunesses patriotes, et le PSF surtout. Tels Pierre d'Herbécourt dans la Meuse (archiviste départemental né en 1904), ancien Volontaire national, président de la section PSF de Verdun, délégué à la propagande du PSF dans ce département ou bien le commandant Gaston Vicq dans les Vosges, président de la section PSF de Dompaire. Du moins jusqu'en 1937-1938, lorsque le PSF conseille à ses adhérents de ne pas renouveler leur adhésion au RNL, dans le contexte du conflit entre le parti du colonel François de La Rocque et les organisations plus à droite à la suite notamment de l'échec du Front de la liberté. 
Le RNL est aussi en contact avec le Front lorrain, son équivalent en Moselle. Les principaux animateurs du groupement sont aussi présents aux réunions royalistes, à celles du PNRS et du P.P.F. jusqu'en 1939.
Le RNL collabore activement avec les députés de la Fédération républicaine, Louis Marin, François Valentin, qui participent à la toute première réunion du RNL à Nancy en juillet 1936, Marcel Boucher. Valentin s'engage activement dans le rassemblement; il est le seul parlementaire lorrain à collaborer au périodique du RNL, La Lorraine nationale et sociale. Le député mosellan de Château-Salins François Beaudoin est également proche du RNL. La Fédération républicaine en Meurthe-et-Moselle apparaît d'ailleurs comme englobée dans le RNL : ses cadres départementaux sont en même temps dirigeants de ce rassemblement et liés au quotidien nancéien de Louis Marin, L’Éclair de l'Est, tels Émile Meyer, son directeur, Maurice Perrin, président du conseil d'administration de la Presse de l'Est, qui édite ce quotidien, ou encore Aimé Junique, ancien du Sillon, ancien des JP, secrétaire de rédaction du quotidien et trésorier du RNL.

## Moyens d'action
Le RNL publie un périodique, la Lorraine nationale et sociale, dont le premier numéro paraît le 11 octobre 1936. Il est rédigé notamment par Pierre André et Émile Meyer. L'association recrute des délégués locaux - le RNL revendique 160 délégués en février 1937 - et des adhérents (il revendique 11 273 adhérents fin 1937 ,). Elle distribue des milliers de tracts et d'affiches. Le RNL se dote d'un groupement de jeunes, les Cadets de Lorraine ; François Valentin leur remet leur drapeau lors d'une réunion privée le 11 janvier 1937.
La première réunion de propagande a lieu début août 1936. Un grand meeting au vélodrome du Montet à Nancy le 25 octobre 1936 réunit plus de 30 000 personnes, l'auditoire le plus important de l'entre-deux-guerres à Nancy, à l'exception des réunions catholiques. Les orateurs sont Xardel, les parlementaires lorrains Louis Marin, François Valentin, François Beaudoin, Marcel Boucher, Jean Quenette, et des parlementaires d'autres régions : le sénateur Henry Lémery, que la presse parisienne met en avant, les députés Paul Creyssel, Xavier Vallat, Pierre Mathé, André Daher. Ainsi que le chanoine Ritz, du Front lorrain, et Schreiber, du Rassemblement national alsacien. La plupart vitupèrent le communisme. Dans l'assistance, on relève quelques conseillers généraux de Meurthe-et-Moselle comme Adrien de Turckheim ou Pierre Amidieu du Clos, ancien député, ou des Vosges (Jean Bouloumié, Jules Py), des maires, quelques signataires de l'appel originel (Bonfils-Lapouzade, Lamarque d'Arrouzat, Colotte, colonel Javelier, général Colin) et les anciens chefs des ligues dissoutes : Berlet et Maurice Cochinaire, ancien président régional des Camelots du roi, Jean L'Hotte et Joseph de Pommery des JP, Nanty des Croix de Feu,. Des journaux parisiens rendent compte du meeting. 
D'autres meetings ont lieu par la suite, notamment à Nancy, en décembre 1936 avec Marin, Valentin, Philippe Henriot, Tixier-Vignancour, en mars 1937 avec Valentin, Jean Chiappe et le chanoine Ritz, en mars 1938 avec Marin, Valentin, Jean Fernand-Laurent, en février 1939 avec Valentin, Xavier Vallat, Emmanuel Temple et le chanoine Lucien Polimann, à propos de la guerre d'Espagne. La presse nationale évoque la réunion de mars 1938 car elle a provoqué des incidents et l'arrestation de Fernand-Laurent, emmené au commissariat alors qu'il tenait un drapeau tricolore. 
Le 2e congrès du RNL a lieu en juillet 1938  sur la colline de Sion. La séance du matin, présidée par le professeur Perrin, n'attire que 400 congressistes contre 1 200 l'année précédente. Un meeting a lieu l'après-midi, présidé par Raoul Nanty. Les orateurs de l'après-midi sont Louis Marin, Valentin, Beaudouin, Marcel Boucher, Tixier-Vignancour, Fernand-Laurent et Henri de La Ferronnays.

## Objectifs et thèmes
Le RNL œuvre en faveur de l'union des nationaux contre le communisme et le Front populaire. Il accueille favorablement le Front de la liberté de Doriot en 1937. Un meeting organisé pour le premier congrès du RNL le 3 octobre 1937 se fait d'ailleurs sous l'égide de ce Front. Louis Marin, Jacques Doriot, Pierre Taittinger et Philippe Henriot se retrouvent ensemble à la tribune à cette occasion. La réunion a rassemblé 10 000 personnes selon le RNL, 5 000 selon l'Est républicain.
Les thèmes de prédilection du RNL sont la dénonciation du Front populaire, du socialisme et du communisme. Le RNL utilise également des slogans antimaçonniques, comme ce slogan d'une affiche de 1938 : « Le mot d'ordre des Loges est : Blum et Herriot au pouvoir ! ». 
On relève également des arguments antisémites, surtout à partir de 1938. Le rappel de la judéité de Léon Blum ne vient sous la plume des rédacteurs de La Lorraine nationale et sociale qu'en 1937, à l'occasion du conflit scolaire et religieux en Alsace-Moselle. En 1938, ils estiment que Jacques Doriot lors d'une réunion à Metz en juin, a « traité le problème juif » avec « beaucoup de modération et de calme » dans la mesure où il prétend seulement « empêcher des étrangers naturalisés d'hier de faire la loi aux Français ». Ils sont indifférents au sort des Juifs allemands et italiens : « Hitler et Mussolini mettent les juifs à la porte et les persécutent. C'est leur affaire, cela ne nous regarde pas. Mais nous ne devons pas recevoir chez nous ceux qui sont jugés indésirables en Allemagne et en Italie, s'ils profitent de notre hospitalité pour se venger ». Un portrait de Georges Mandel, décrit comme « le plus grand pourrisseur », qui a sa place « au pays des pourrimentaires » (sic), n'omet pas « son long nez crochu ». Un portrait de Léon Blum lui prête les caractéristiques des « gens de sa race » : il est vu comme « apatride, amoral, précieux, femmelette, arrogant ». À la fin de l'année 1938, la vieille expression « judéo-maçonnique » apparaît dans les colonnes du périodique qui, en 1939, loue le pamphlet de Louis-Ferdinand Céline, Bagatelles pour un massacre : « Si outré que soit son style », le livre « mérite mieux que le demi-silence dont une presse asservie entoure ce livre ». En septembre 1938, une bagarre à Nancy entre un commerçant juif d'origine polonaise et un « national » faisant son service militaire provoque un incident : le commerçant est frappé et la vitrine de son magasin vole en éclats. Le jeune « national » est défendu par Me Adrien Sadoul lors de son procès et le périodique du RNL juge que le geste a été « un peu vif » mais s'en félicite, comme il se félicite que le commerçant ait été expulsé.

## Diffusion et évolution
Le RNL est surtout actif en Meurthe-et-Moselle (à Nancy, dans le Toulois et dans le sud du département) et, dans une moindre mesure, dans les Vosges. Dans ce département, la principale réunion a lieu près de Neufchâteau en janvier 1937 : le meeting est organisé par Marcel Boucher et Gilbert Getten, à Rouceux, avec des parlementaires comme Jean Chiappe, Philippe Henriot, Jean-Louis Tixier-Vignancour et des militants nancéiens du RNL. Une nouvelle réunion a lieu en juillet, avec le député de Nancy François Valentin et des dirigeants du RNL, en présence du député vosgien Louis Gaillemin, du sénateur des Vosges Adrien Richard, d'élus locaux du PSF comme Jean Bouloumié. Le meeting de janvier 1937 aurait attiré 3 000 personnes selon la presse, 1880 selon le sous-préfet, venues des Vosges, de Haute-Marne et de Meurthe-et-Moselle. La réunion de juillet n'a attiré que 180 personnes. Aucune réunion du RNL n'a lieu dans la Meuse après juillet 1937.
L'activité du groupement ne cesse pas jusqu'en 1939, mais son action et son influence ont décliné avec l'échec et l'implosion du Front populaire. 

## Sources
- Jean-François Colas, Les droites nationales en Lorraine dans les années 1930 : acteurs, organisations, réseaux, thèse de doctorat, université de Paris X-Nanterre, 2002, 3 volumes.
- François Roth, La vie politique en Lorraine au XXe siècle, Metz-Nancy, Ed. Serpenoise-P.U.N., 1985.
- Philippe Guimberteau, Cyril Le Tallec, La France politique 1900-1940, Godefroy de Bouillon, 2002